# Weinzierl am Walde
Weinzierl am Walde osztrák község Alsó-Ausztria Kremsvidéki járásában. 2025 januárjában 1218 lakosa volt. 

## Elhelyezkedése

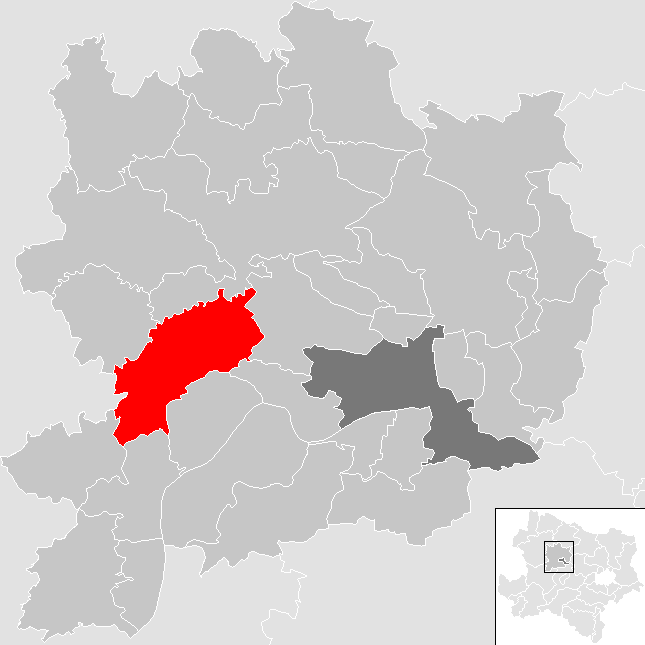
Weinzierl am Walde a Kremsvidéki járásban

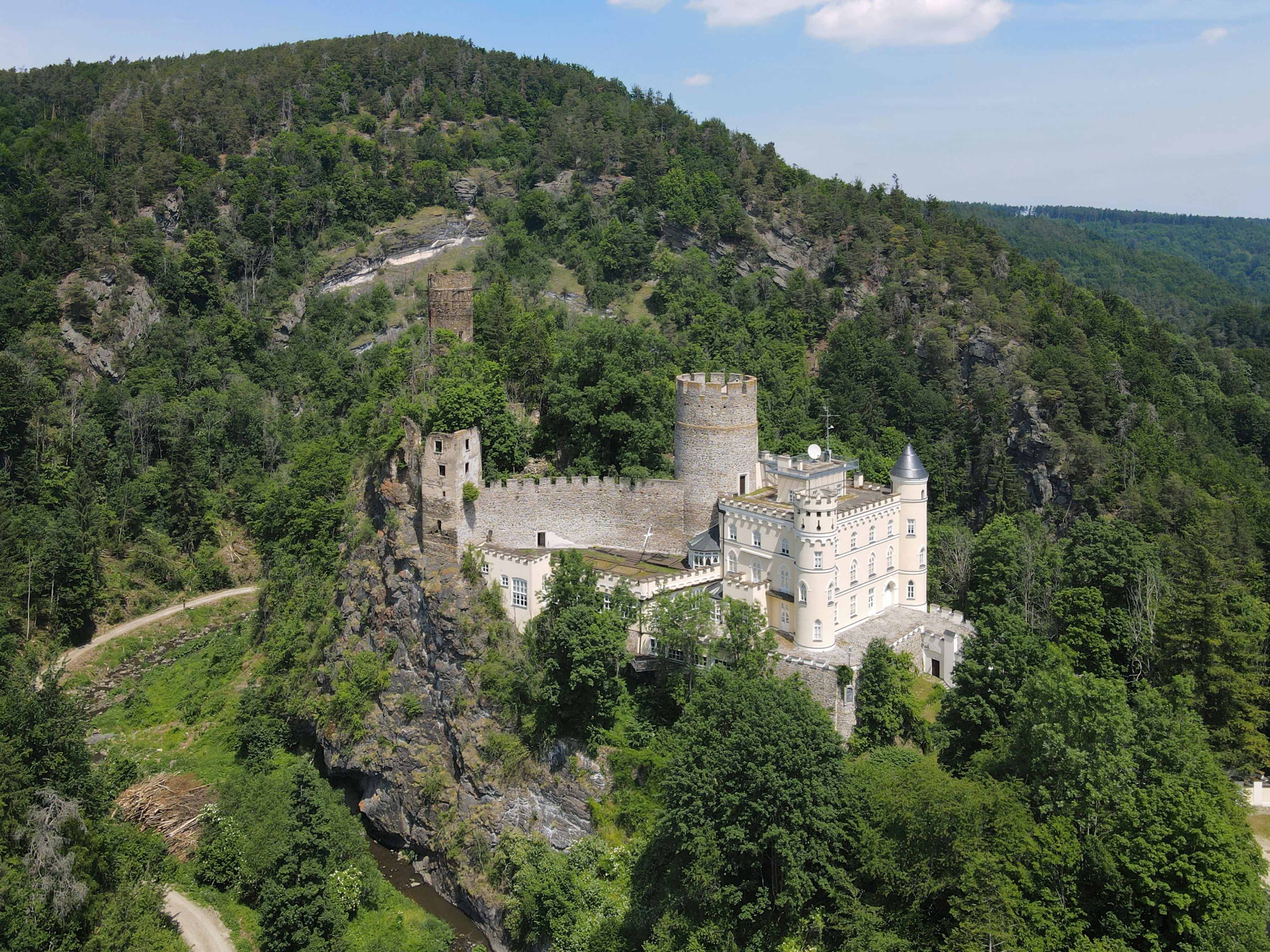
Hartenstein vára

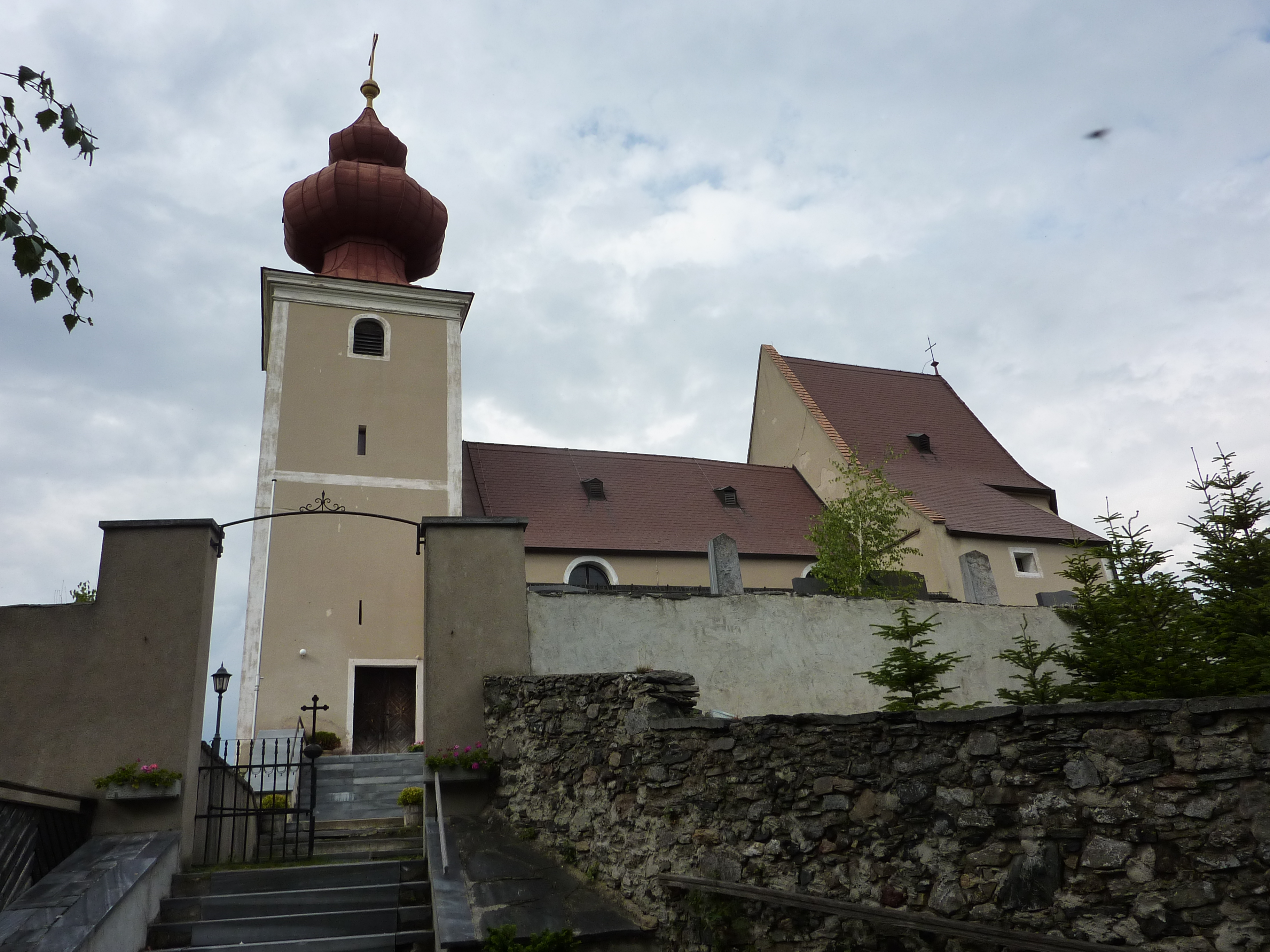
A Keresztelő Szt. János-plébániatemplom

Weinzierl am Walde a tartomány Waldviertel régiójában fekszik. Területének 43,8%-a erdő, 52,5% áll mezőgazdasági művelés alatt. Az önkormányzat 12 települést egyesít: Großheinrichschlag (136 lakos 2025-ben), Habruck (71), Himberg (69), Lobendorf (67), Maigen (70), Neusiedl (2), Nöhagen (204), Ostra (61), Reichau (57), Stixendorf (189),   Weinzierl am Walde (236) és Wolfenreith (56). 
A környező önkormányzatok: északra Gföhl, keletre Senftenberg, délkeletre Dürnstein, délre Spitz és Weißenkirchen in der Wachau, délnyugatra Mühldorf, nyugatra Kottes-Purk, északnyugatra Albrechtsberg an der Großen Krems.

## Története
A község területén található a Guderus-barlang, ahol a neandervölgyi ősember 70 ezer évvel ezelőtti táborát fedezték fel; ez a legrégebbi lakott hely Alsó-Ausztriában. Egy sascsontba rénszarvasfejet karcoltak; ez a régió legrégebbi állatábrázolása.
A község települései közül Nöhagent említik a legkorábban, 1122-ben; a legkésőbb, 1309-ben pedig Himberget. Weinzierlben a Babenbergeknek és a göttweigi apátságnak voltak birtokai; a Babenberg-birtokok később a Habsburgokra szálltak. 
Weinzierl am Walde községhez 1970-ben Reichau, 1972-ben pedig Großheinrichschlag községek csatlakoztak. 

## Lakosság
A Weinzierl am Walde-i önkormányzat területén 2025 januárjában 1218 fő élt. Lakosságszáma 1890-ben érte el a csúcspontját 1924 fővel, azóta csökkenő tendenciát mutat. 2023-ban az ittlakók 98,2%-a volt osztrák állampolgár; a külföldiek közül 0,8% a régi (2004 előtti), 0,7% az új EU-tagállamokból érkezett, 0,3% egyéb ország polgára volt. 2001-ben a lakosok 97,1%-a római katolikusnak, 0,6% evangélikusnak, 0,1% ortodoxnak, 1% pedig felekezeten kívülinek vallotta magát. Ugyanekkor a legnagyobb nemzetiségi csoportot a német anyanyelvűeken (99,7%) kívül a csehek alkották egy fővel.  
A népesség változása:

| 2016 | 1 246 |
| 2018 | 1 240 |

## Látnivalók
- Hartenstein vára
- a himbergi vár romjai
- a weinzierli Szt. József-plébániatemplom
- a großheinrichschlagi Keresztelő Szt. János-plébániatemplom
- a Guderus-barlang